# Ben Weisman
Benjamin Weisman (16 de noviembre de 1921 - 20 de mayo de 2007) fue un compositor estadoiunidense. Escribió 57 canciones grabadas por Elvis Presley, más que cualquier otro compositor .

## Biografía
Weisman nació en Providence (Rhode Island), y creció en Brooklyn (Nueva York) . Estudió piano clásico cuando era niño y posteriormente se graduó en la Escuela Juilliard. Después de ser reclutado, se convirtió en Director Musical de Servicios Especiales de la Fuerza Aérea del Ejército de los Estados Unidos, antes de regresar a Nueva York y comenzar una carrera en Tin Pan Alley. Al principio, tuvo éxito escribiendo con Fred Wise y Kay Twomey, a menudo utilizando el seudónimo colectivo "Al Hill". Entre sus primeros éxitos se incluye " Let Me Go, Lover! ", escrita con Jenny Lou Carson y grabada por Joan Weber, Patti Page, Kathy Kirby y muchos otros. 

Firmó un contrato exclusivo con los editores musicales Hill &amp; Range y comenzó a escribir para Presley a petición del copropietario de la compañía, Jean Aberbach.   Weisman escribió para Presley desde 1956 (" First in Line ") hasta 1971 (" Change of Habit "). Sus composiciones incluyen temas como " Got a Lot o' Livin' to Do ", " Follow That Dream ", " Rock-A-Hula Baby ", " Crawfish ", " As Long as I Have You ", " Pocketful of Rainbows " y " Fame and Fortune ". Weisman dijo más tarde: 
"Me acerqué a escribir para Elvis de una manera diferente a la de cualquier otro artista. Las canciones tenían que tener una combinación de blues, country, rock y pop, lo que se dio en llamar 'rockabilly'. Era como caminar en sus zapatos musicales. Con cada nueva película de Elvis, se grababan más canciones mías. Se volvió cada vez más emocionante, porque me estaba convirtiendo en el único compositor que tenía tantas canciones grabadas por él. Después de completar cada canción, hacía un disco de demostración, utilizando un cantante que pudiera copiar el sonido de Elvis. Utilicé el mismo tipo de sección rítmica que él, con el mismo tipo de fondos vocales. El resultado final fue una producción a medida, sólo para él... Mi amistad con Elvis se desarrolló durante las sesiones de estudio en Hollywood, a las que siempre me invitaban a asistir. Como copiaban mis demos nota por nota, a Elvis le gustaba tenerme cerca en caso de que hubiera algún problema. Tenía un gran sentido del humor y solía llamarme el 'Profesor Loco'".
Weisman también coescribió canciones exitosas para otros artistas, incluida " The Night Has a Thousand Eyes ", escrita con Dorothy Wayne y Marilyn Garrett, y grabada por Bobby Vee. 
Ben Weisman falleció en 2007 en Los Ángeles (California), rodeado de amigos y familiares.